# ゴナ・テイク・ア・ミラクル
『ゴナ・テイク・ア・ミラクル』（Gonna Take a Miracle）は、ローラ・ニーロが1971年に発表したカバー・アルバム。女性ボーカル・グループのラベルが参加している。アーティスト名義の正式な表記は「Laura Nyro and Labelle」。

## 概要
ローラ・ニーロとラベルはアルバム発表前年の1970年に出会った。ニーロのファンだったラベルのマネージャーのヴィッキー・ウィッカムが『メロディ・メイカー』誌のインタビュアーとして、ニーロに取材を申し込んだのがきっかけだった。グループのパティ・ラベルを連れて取材の部屋に入ると、ニーロは「パティ・ラベル！ パティ・ラベル！」と大はしゃぎで、ラベルが参加したレコード、歌った曲はすべて知っているといわんばかりの勢いで二人の会話はいつまでも止まらなかったとウィッカムは証言している。
ケニー・ギャンブルとレオン・ハフ（通称：ギャンブル&ハフ）のプロデュースの下、フィラデルフィアのシグマ・サウンド・スタジオでレコーディングは行われた。ミックスはニューヨークのレコード・プラント・スタジオで行われた。
1971年11月17日に発売され、ビルボードのポップ・アルバム・チャートで46位、ソウル・チャートで41位を記録した。
2002年に再発されたリマスター盤には、1971年5月30日にフィルモア・イーストで行われたライブの音源4曲が追加された。フィルモア・イーストの同ライブ音源は2004年にCDとして発売された。邦題は『飛翔―ライヴ・アット・フィルモア・イースト』。

## 収録曲
サイド 1
1. アイ・メット・ヒム・オン・ア・サンデー - "I Met Him on a Sunday" - 1:55
作詞作曲：Doris Coley, Addie Harris, Beverly Lee, Shirley Owens
2. ザ・ベルズ - "The Bells" - 2:56
作詞作曲：Marvin Gaye, Anna Gordy Gaye, Iris Gordy, Elgie Stover
3. モンキー・タイム / ダンシング・イン・ザ・ストリート  - "Monkey Time / Dancing in the Street" - 4:57
作詞作曲：Curtis Mayfield / M. Gaye, Ivy Jo Hunter, William "Mickey" Stevenson
4. デジレー - "Désiree" - 1:52
作詞作曲：L.Z. Cooper, Danny Johnson
5. ユー・リアリー・ゴット・ア・ホールド・オン・ミー - "You've Really Got a Hold on Me" - 4:07
作詞作曲：Smokey Robinson

サイド 2
1. スパニッシュ・ハーレム - "Spanish Harlem" - 2:52
作詞作曲：Jerry Leiber, Phil Spector
2. ジミー・マック - "Jimmy Mack" - 2:56
作詞作曲：Holland–Dozier–Holland
3. ウィンド - "The Wind" - 2:58
作詞作曲：Devora Brown, Bob Edwards, Nolan Strong
4. ノーホエア・トゥ・ラン（英語版） - "Nowhere to Run" - 5:08
作詞作曲：Holland–Dozier–Holland
5. ゴナ・テイク・ア・ミラクル - "It's Gonna Take a Miracle" - 3:24
作詞作曲：Teddy Randazzo, Bob Weinstein, Lou Stallman

### 2002年リマスター盤ボーナストラック
1. エイント・ナッシング・ライク・ザ・リアル・シング（英語版） - "Ain't Nothing Like the Real Thing" - 0:59
作詞作曲：Nickolas Ashford, Valerie Simpson
2. ナチュラル・ウーマン - "(You Make Me Feel Like) A Natural Woman" - 3:01
作詞作曲：Gerry Goffin, Carole King, Jerry Wexler
3. ウー・チャイルド - "O-o-h Child" - 1:30
作詞作曲：Stan Vincent
4. アップ・オン・ザ・ルーフ - "Up on the Roof" - 3:11
作詞作曲：Gerry Goffin, Carole King

## パーソネル
- ローラ・ニーロ - ヴォーカル、ピアノ
- ノナ・ヘンドリクス、パティ・ラベル、サラ・ダッシュ - ヴォーカル
- ノーマン・ハリス、ローランド・チェインバース - ギター
- ロニー・ベイカー - ベース
- レニー・パクラ - オルガン
- ジム・ヘルマー - ドラムス
- ヴィンセント・モンタナJr. - パーカッション
- ラリー・ワシントン、ニディア・マータ - コンガ、ボンゴ
- ボビー・マーチン、レニー・パクラ、トム・ベル - 弦楽および金管編曲

技術
- ティム・ギーラン - エンジニア
- ゲイリー・バーデン - 美術監督、デザイン
- スティーヴン・ペイリー - ジャケット表紙写真